# Zawądródź
Zawądródź – część wsi Grabowa w Polsce, położona w województwie śląskim, w powiecie zawierciańskim, w gminie Łazy.
W latach 1975–1998 Zawądródź administracyjnie należał do województwa katowickiego.